# Edgaras Narkevičius
Edgaras Narkevičius (* 1972) ist ein litauischer Pharma-Manager und Politiker, Vizeminister der Gesundheit.

## Leben
Edgaras Narkevičius  absolvierte ab 1990 das Medizinstudium an der Medizinischen Fakultät der Universität Vilnius und erhielt 1998 die Qualifikation als Kinderarzt. Von 2005 bis 2007 erwarb er einen Masterabschluss in Management und Unternehmensführung an der Wirtschaftswissenschaftlichen Fakultät der Universität Vilnius.
Von 1998 bis 2005 arbeitete Edgaras Narkevičius bei den Unternehmen Sanofi und Boehringer Ingelheim, wo er die Positionen als Leiter der OTC-Arzneimittelgruppe und als medizinischer Vertreter innehatte. In dieser Zeit sammelte er Erfahrungen im Marketing und in kommerziellen Strategien für Arzneimittel.
Von 2005 bis 2007 war er Leiter der Endokrinologie-Arzneimittelgruppe beim internationalen Pharmaunternehmen Ipsen, und von 2007 bis 2011 leitete er die kardiologische Arzneimittelgruppe bei Sandoz.
Von 2011 bis 2015 war Narkevičius bei Teva tätig, wo er die Leitung der Generika-Abteilung und der kardiologischen Arzneimittelgruppe übernahm. Anschließend war er von 2015 bis 2023 als Handelsleiter für die baltischen Staaten bei IQVIA Commercial UAB verantwortlich. In dieser Rolle war er zuständig für die Entwicklung und Vermarktung von Pharmazeutika in der Region.

## Öffentlicher Dienst
2023 bis 2024 wurde Edgaras Narkevičius zum Berater des litauischen Gesundheitsministers Arūnas Dulkys ernannt. In dieser Funktion berät er zu gesundheitspolitischen Fragen und unterstützt die Entwicklung von Strategien im Gesundheitswesen in Litauen. 2024 wurde er Vizeminister, Stellvertreter von Aurimas Pečkauskas am Gesundheitsministerium Litauens, stellvertretender Gesundheitsminister im Kabinett Šimonytė, geleitet von Premierministerin Ingrida Šimonytė.